# Nathaniel Gorham
Nathaniel Gorham (ur. 27 maja 1738, zm. 11 czerwca 1796) – sygnatariusz Konstytucji Stanów Zjednoczonych.

## Życiorys
Nathaniel Gorham, urodził się w Charlestown, w stanie Massachusetts; uczęszczał do szkół publicznych, pracował jako kupiec; delegat do Konwencji Konstytucyjnej w 1779 r.; służył w Senacie w latach 1780-1781; członek Kongresu Kontynentalnego w latach 1782–1783, 1786–1787, 1789; był jego przewodniczącym od 6 czerwca 1786 r. do 2 lutego 1787 r.; delegat do konwencji konstytucyjnej, które ratyfikowała konstytucję federalną w 1788 r.; zmarł w Charlestown, w stanie Massachusetts.